# Vălenii, Mureș

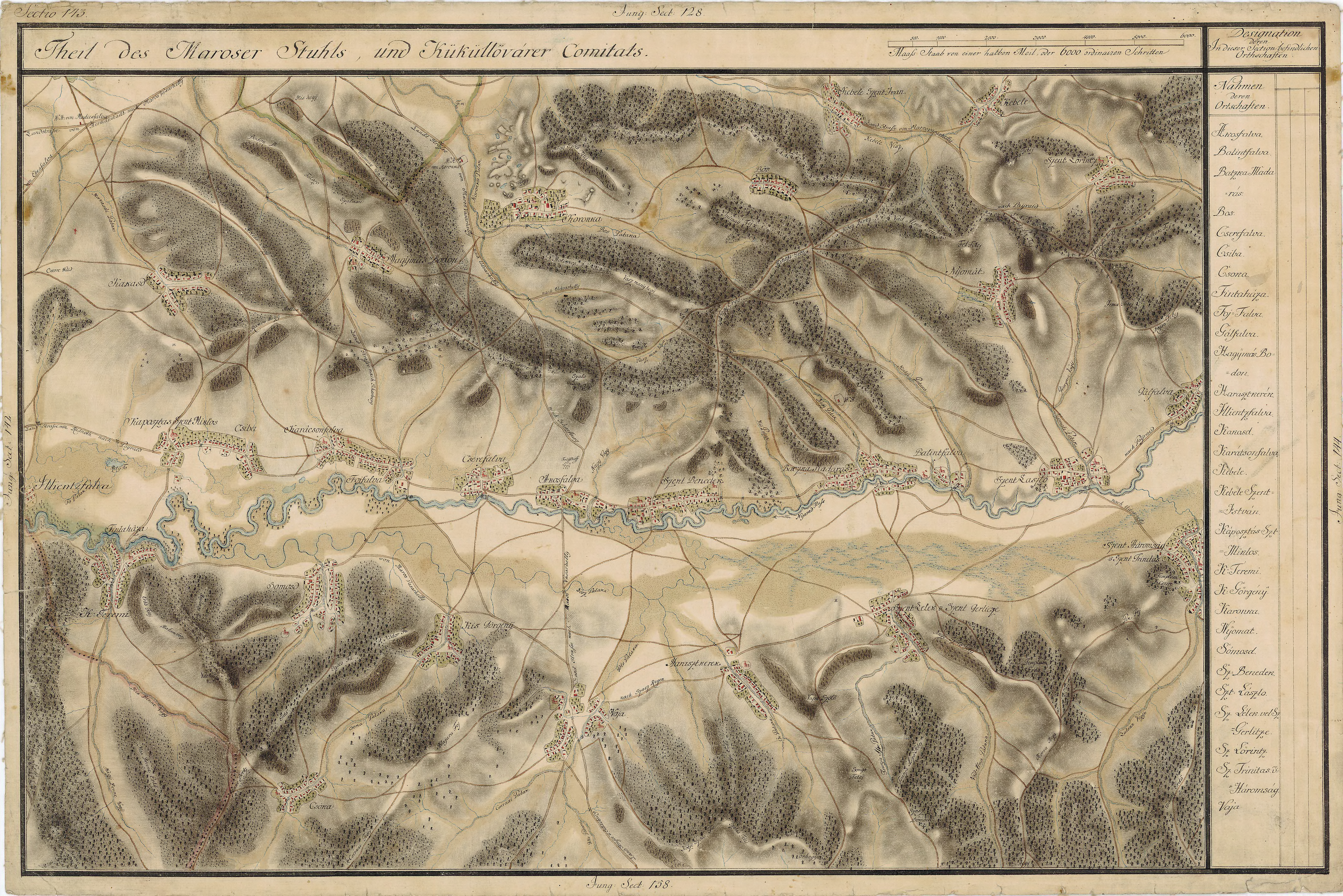
Vălenii în Harta Iosefină a Transilvaniei, 1769-73

Vălenii (maghiară Székelyvaja) este un sat în comuna Acățari din județul Mureș, Transilvania, România. Se află în partea de sud a județului, în Podișul Târnavelor.

## Istoric
Localitatea este  atestată documentar încă din 1332.

## Monumente istorice
- Biserica reformată (secolul al XII-lea)
- Biserica din lemn „Sfântul Nicolae” (1696),[3] monument istoric cu codul MS-II-m-A-16062.

## Imagini

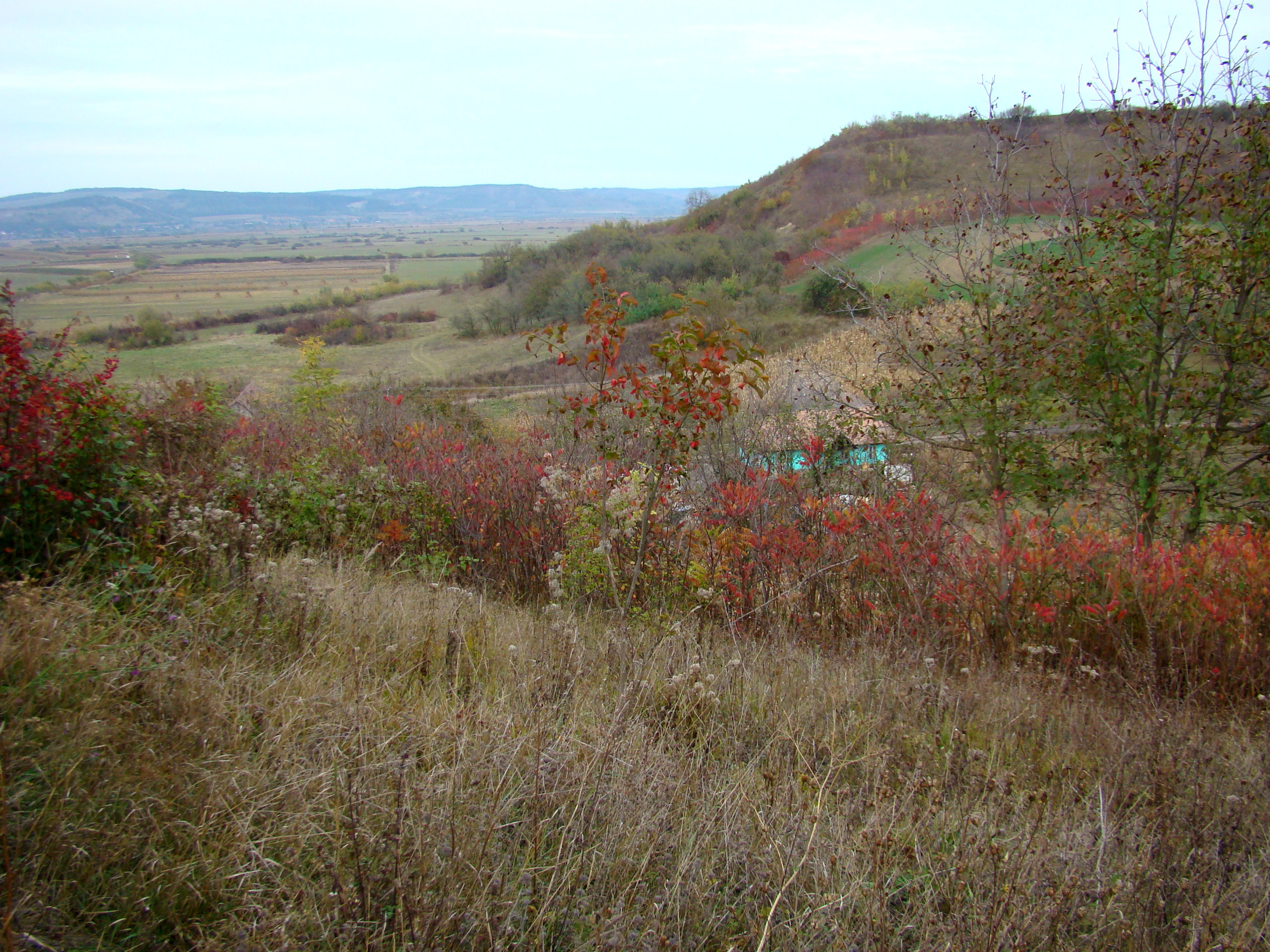
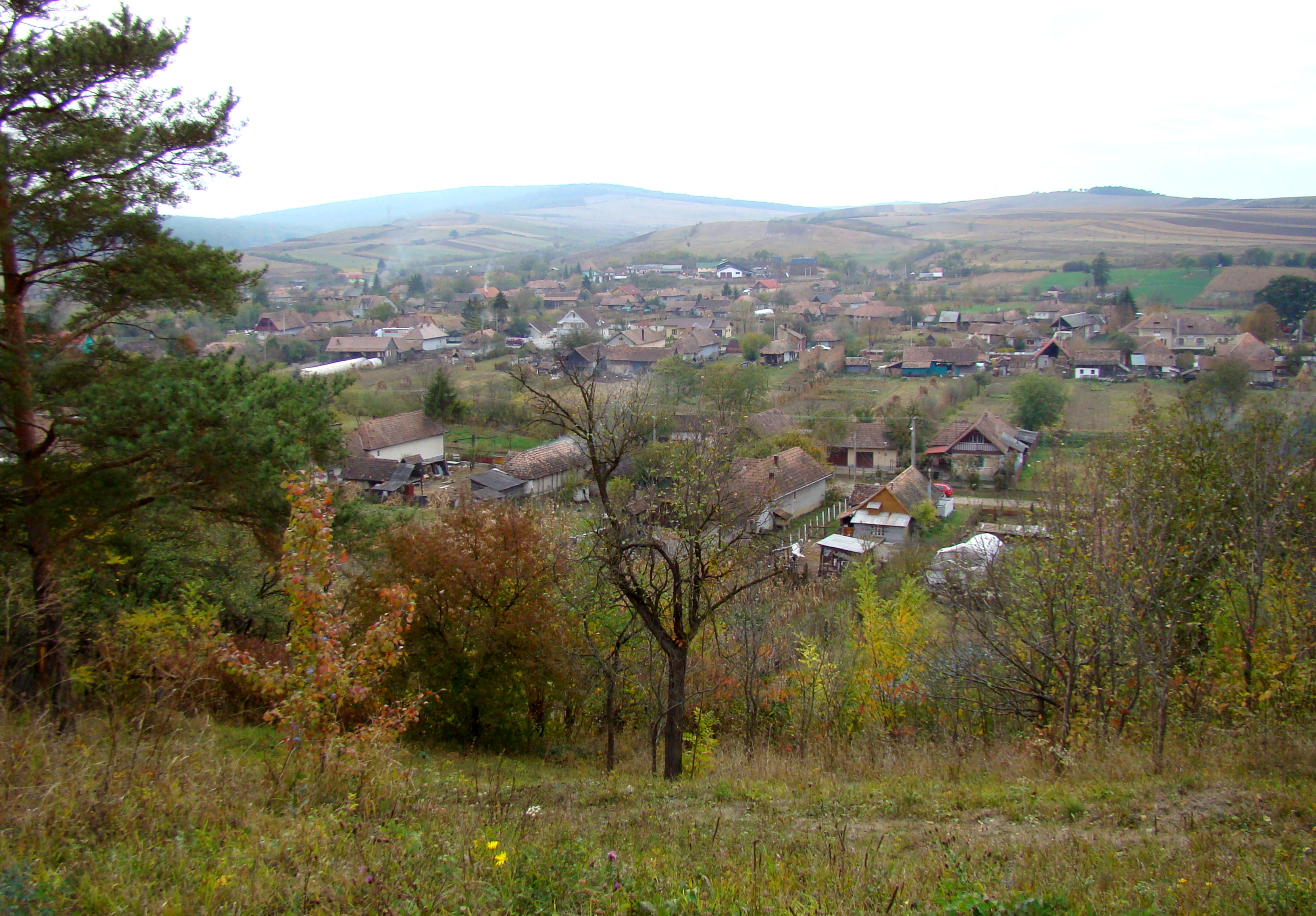
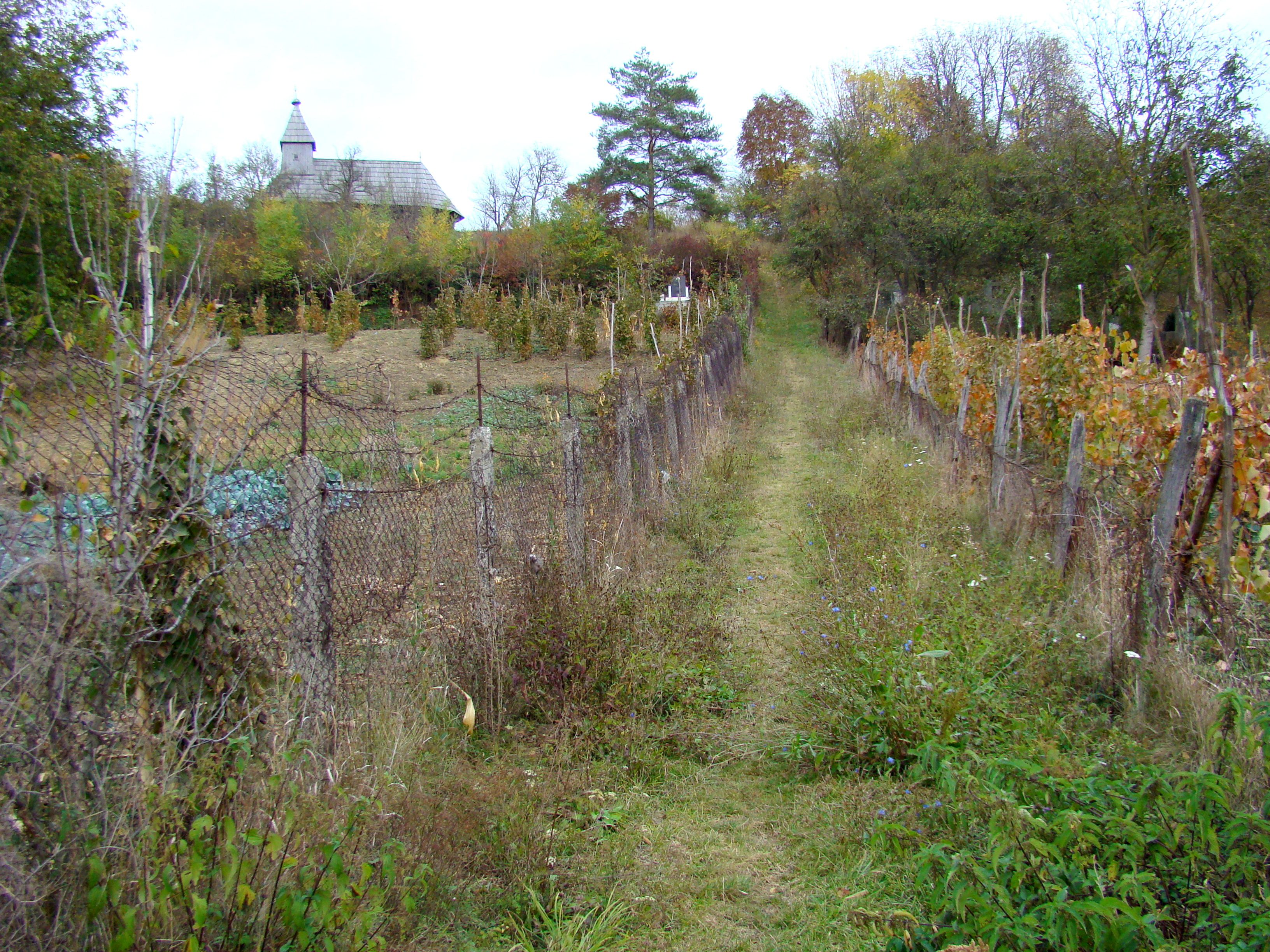
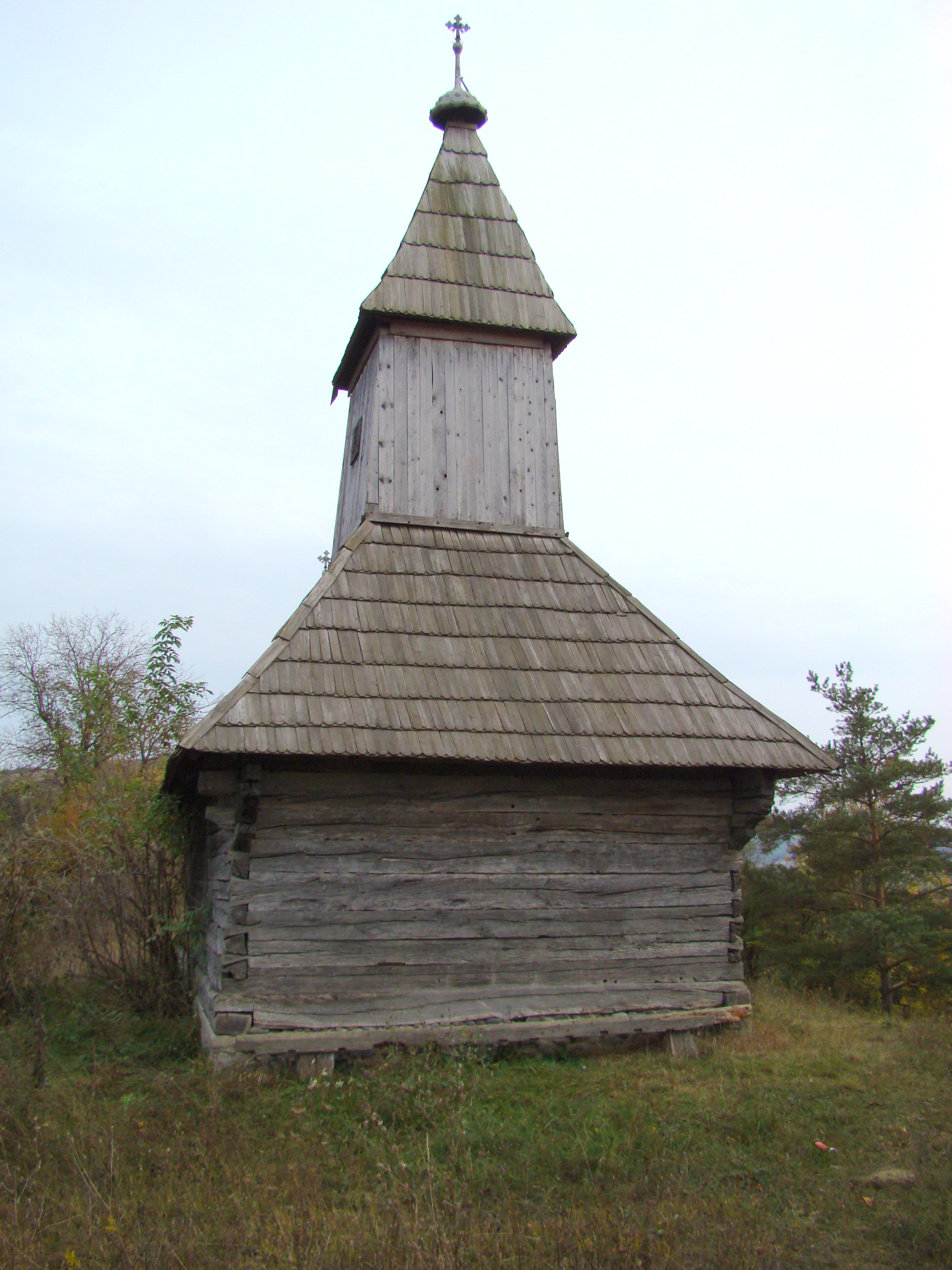
Biserica de lemn „Sfântul Nicolae” (monument istoric)
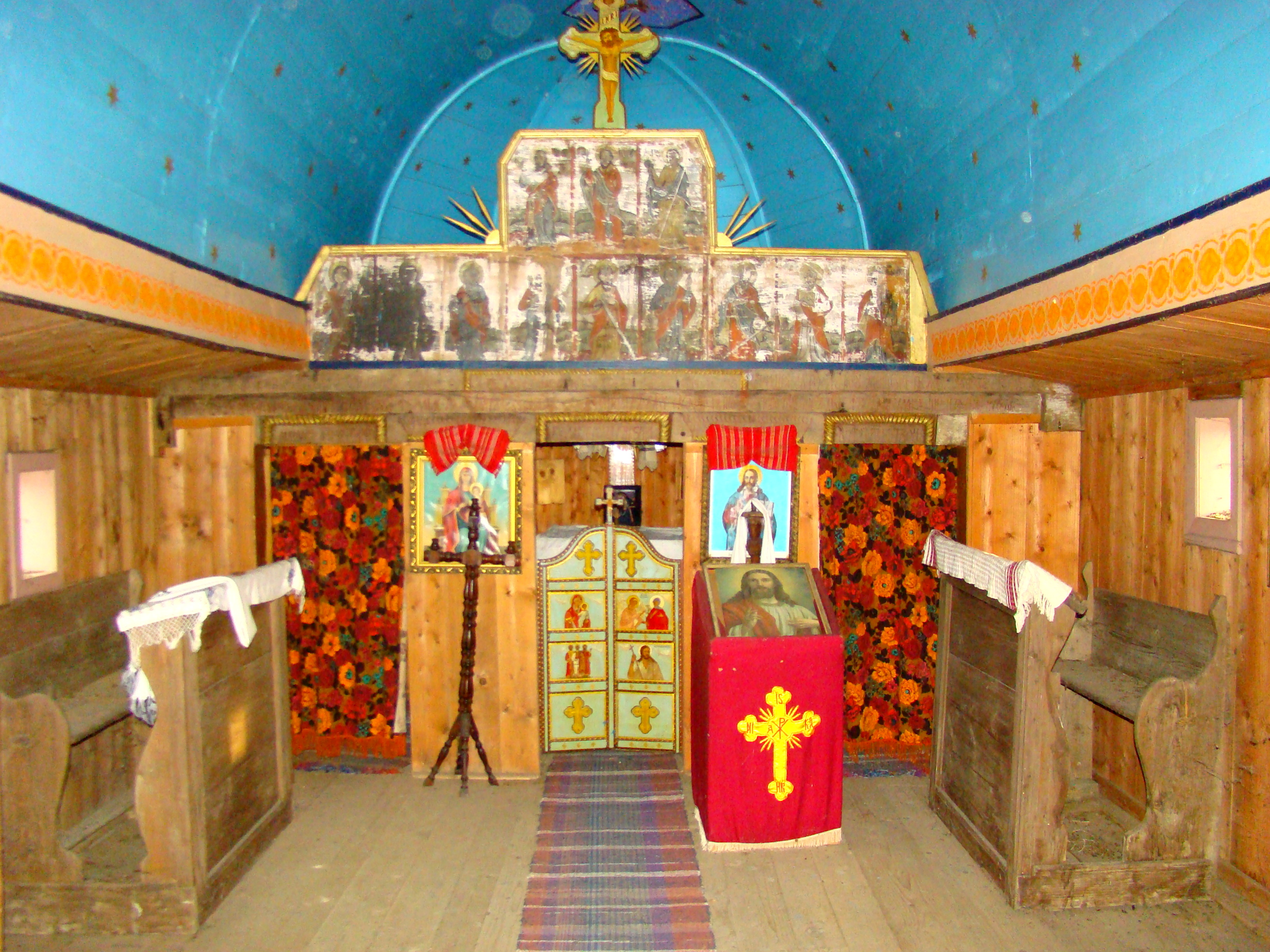
Biserica de lemn „Sfântul Nicolae” (monument istoric)
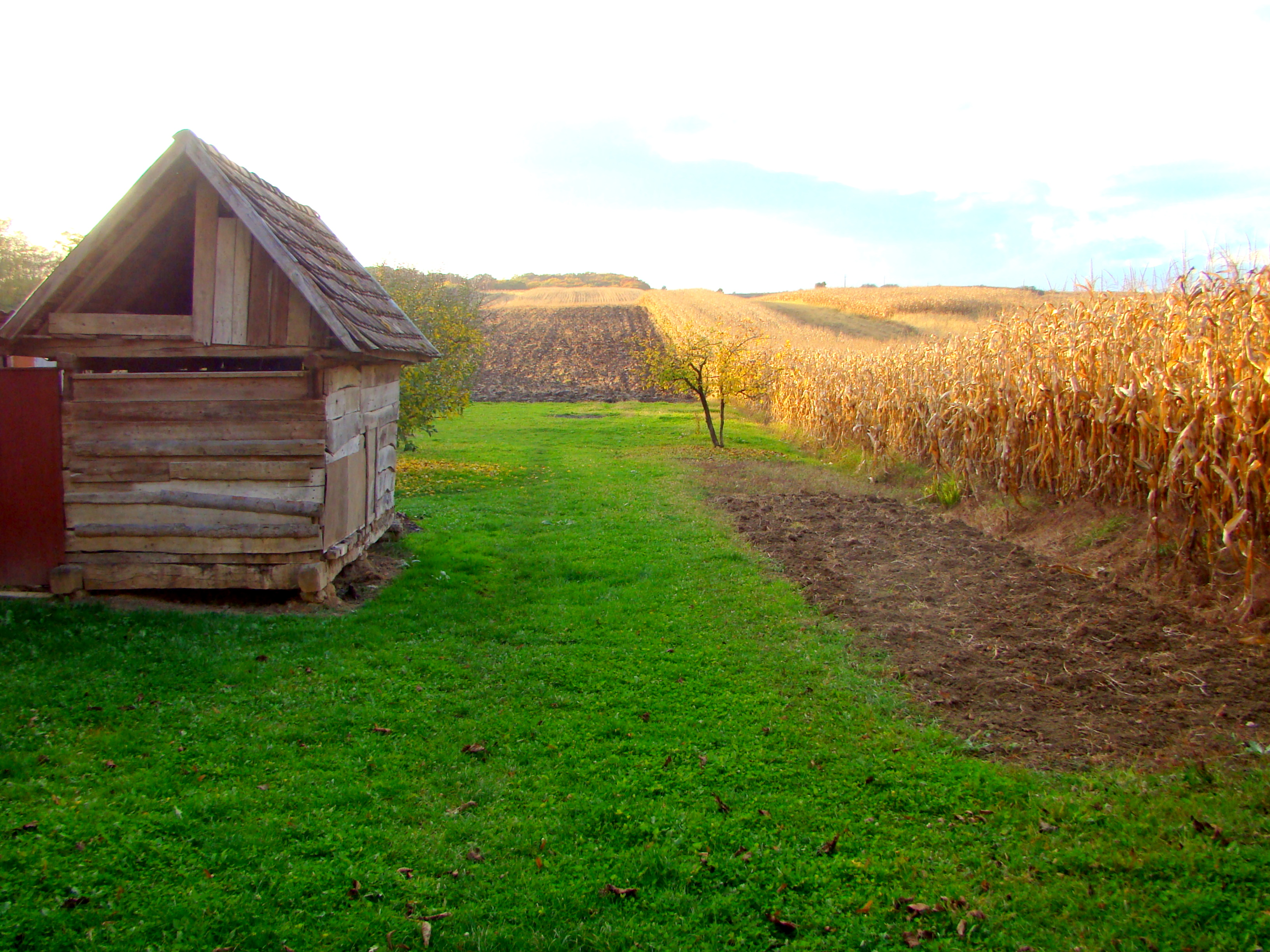
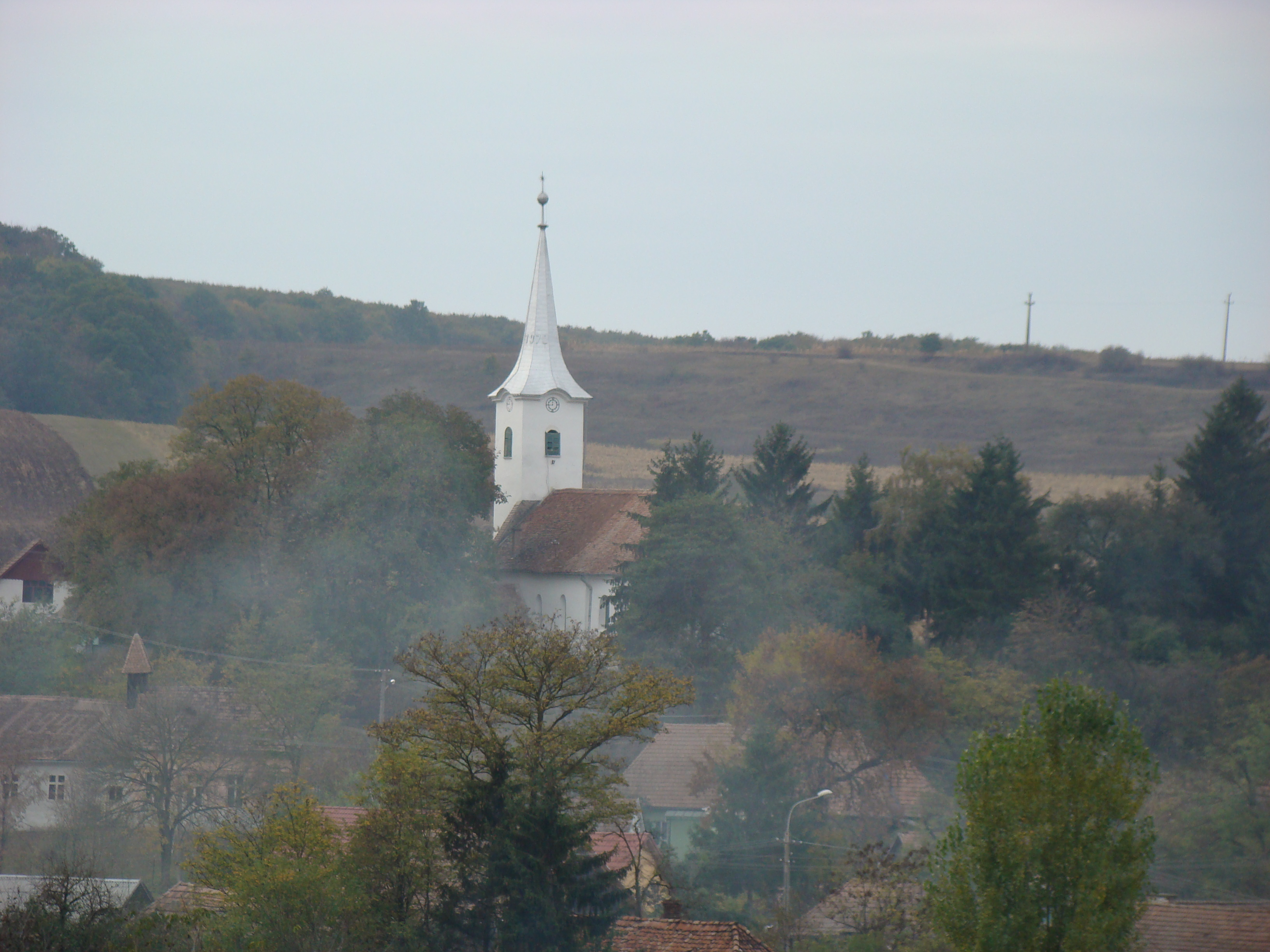
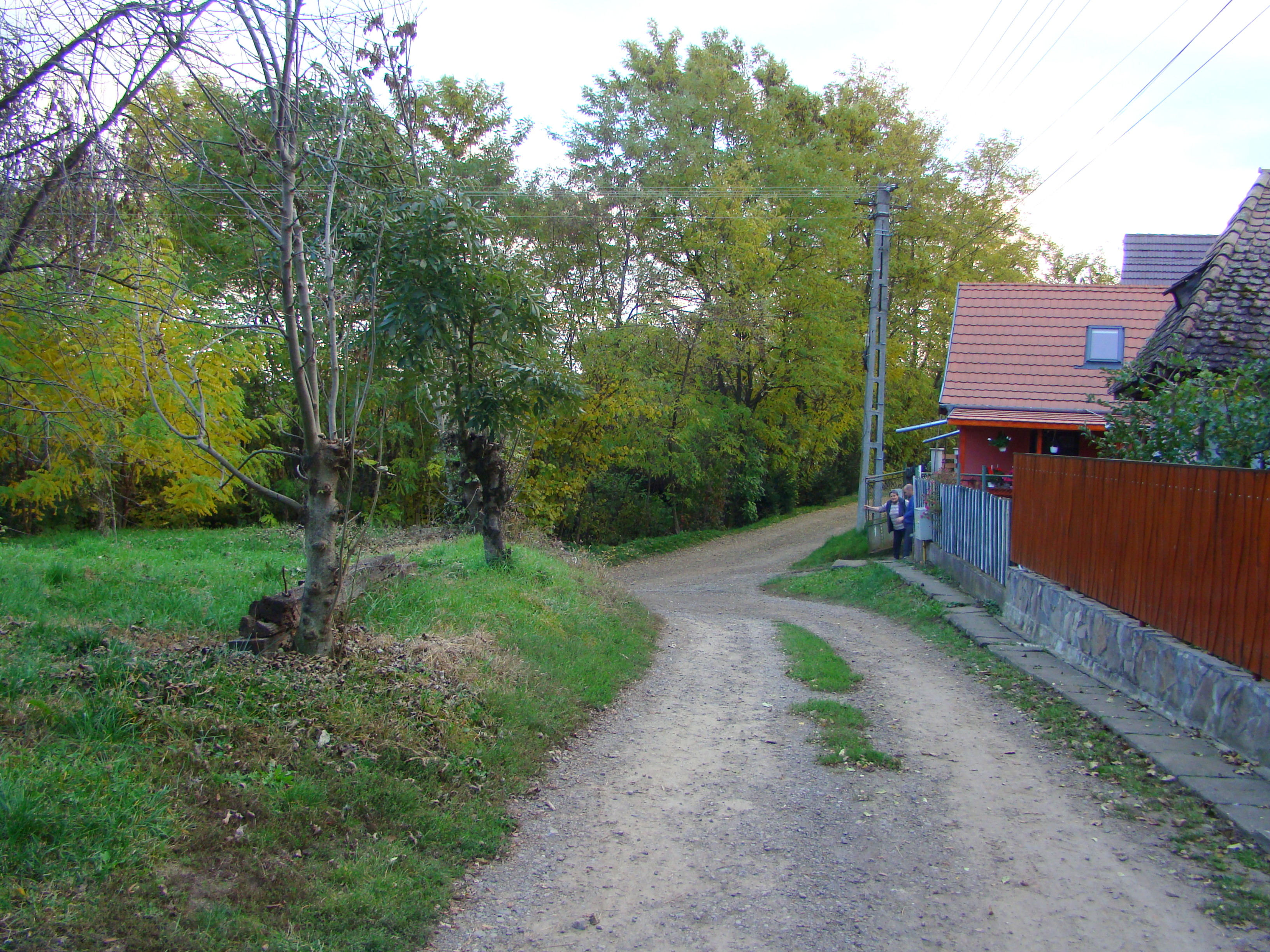
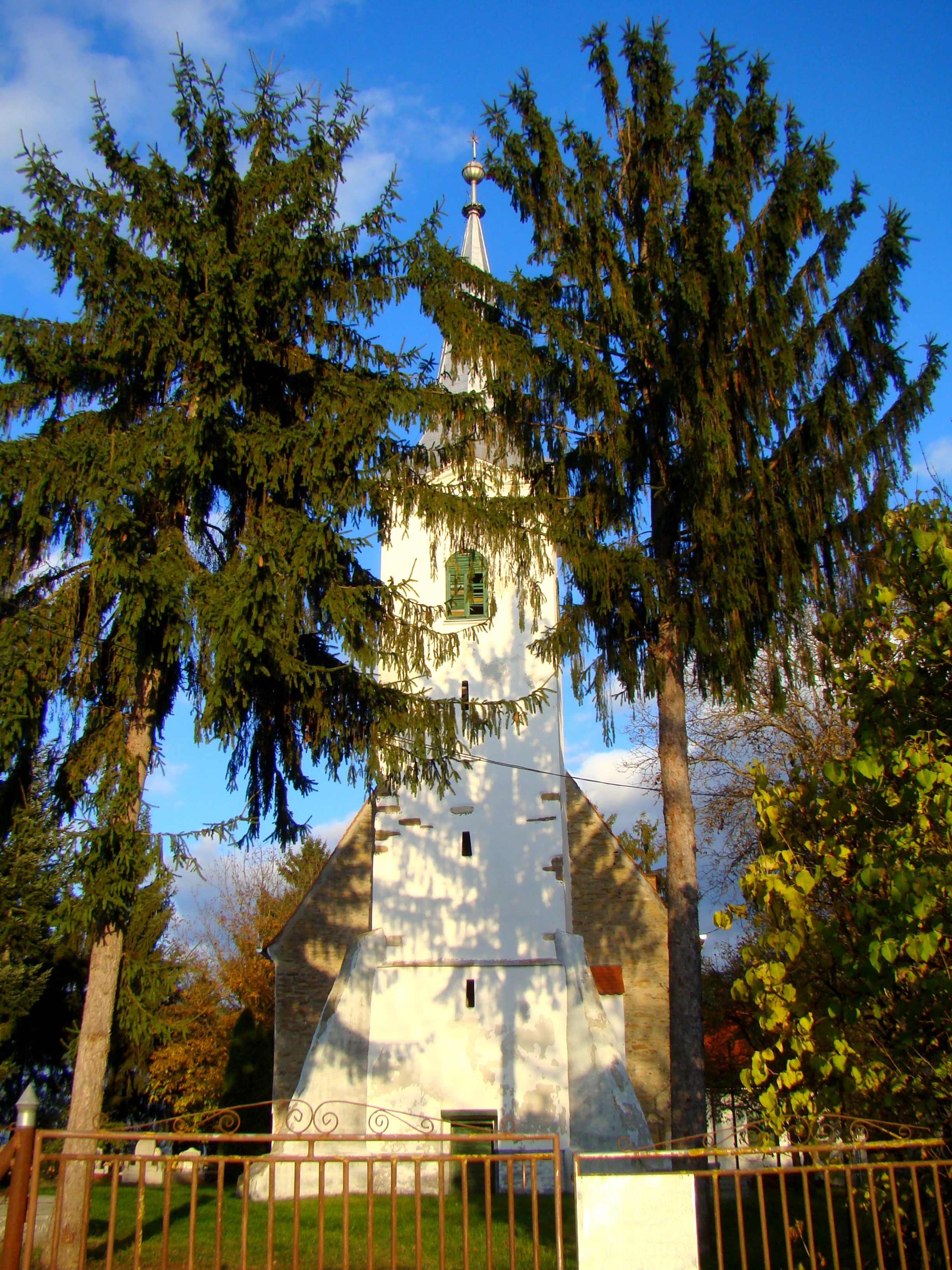
Biserica reformată (monument istoric)
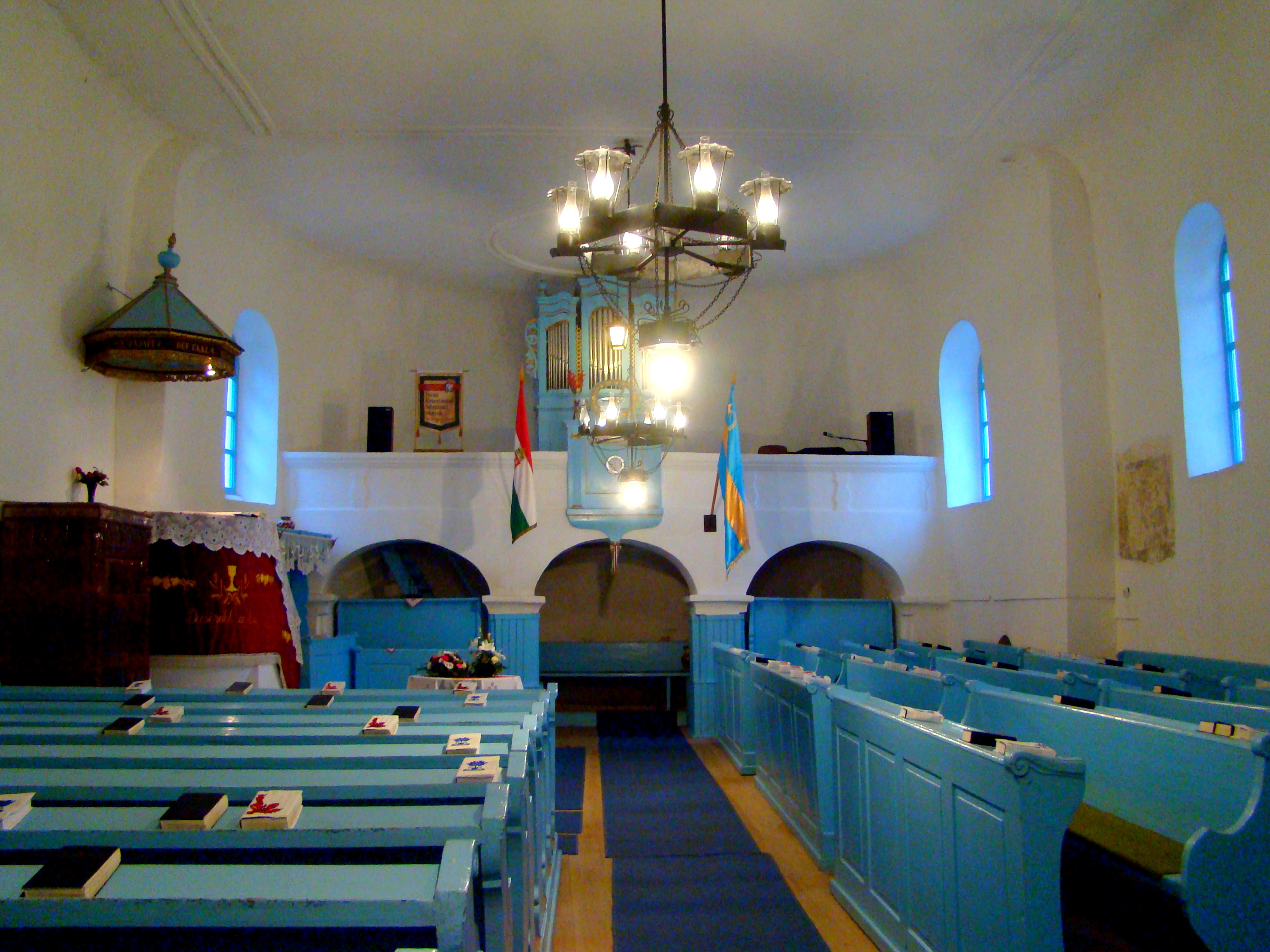
Nava spre empora de vest
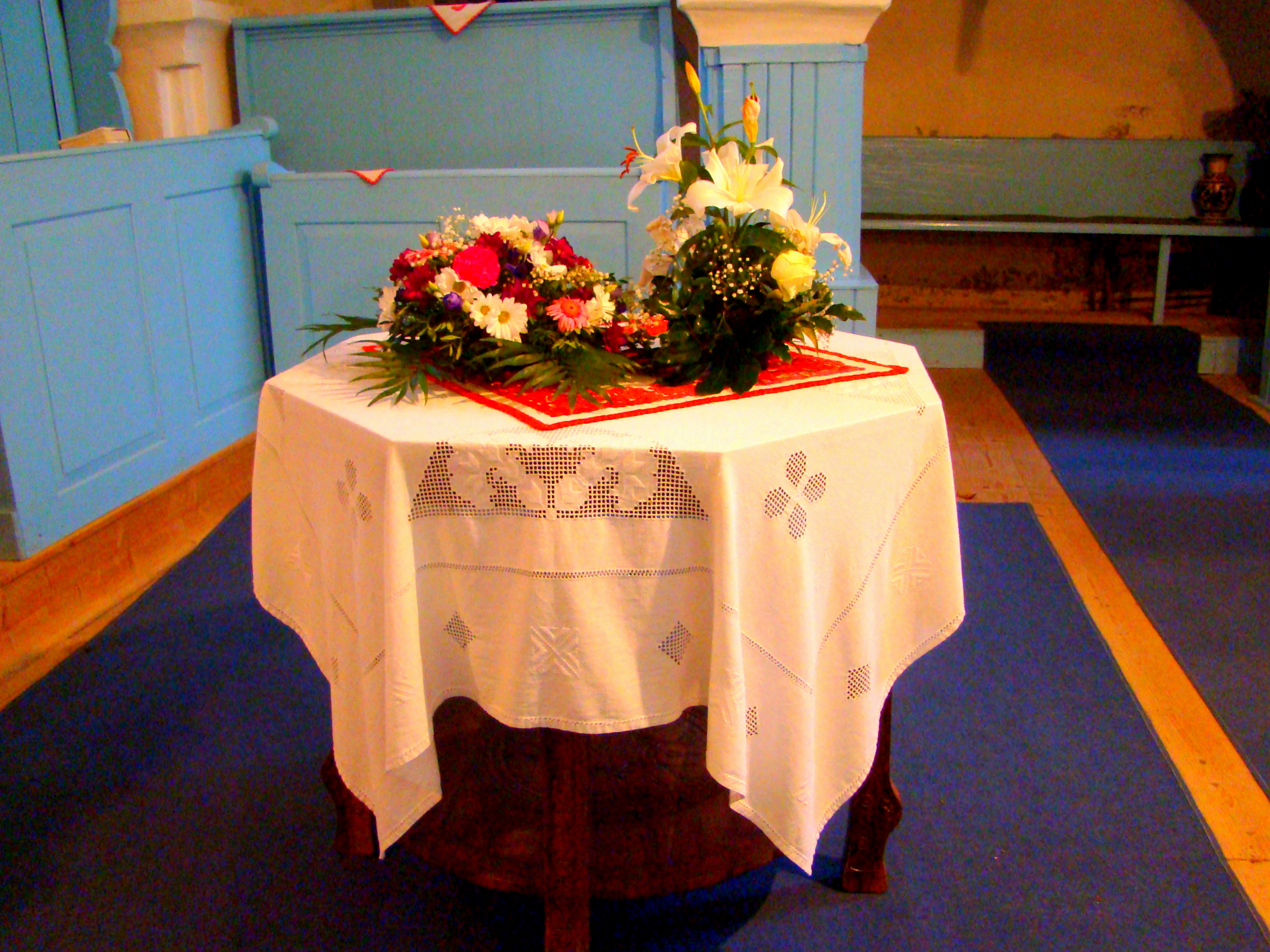
Masa Domnului
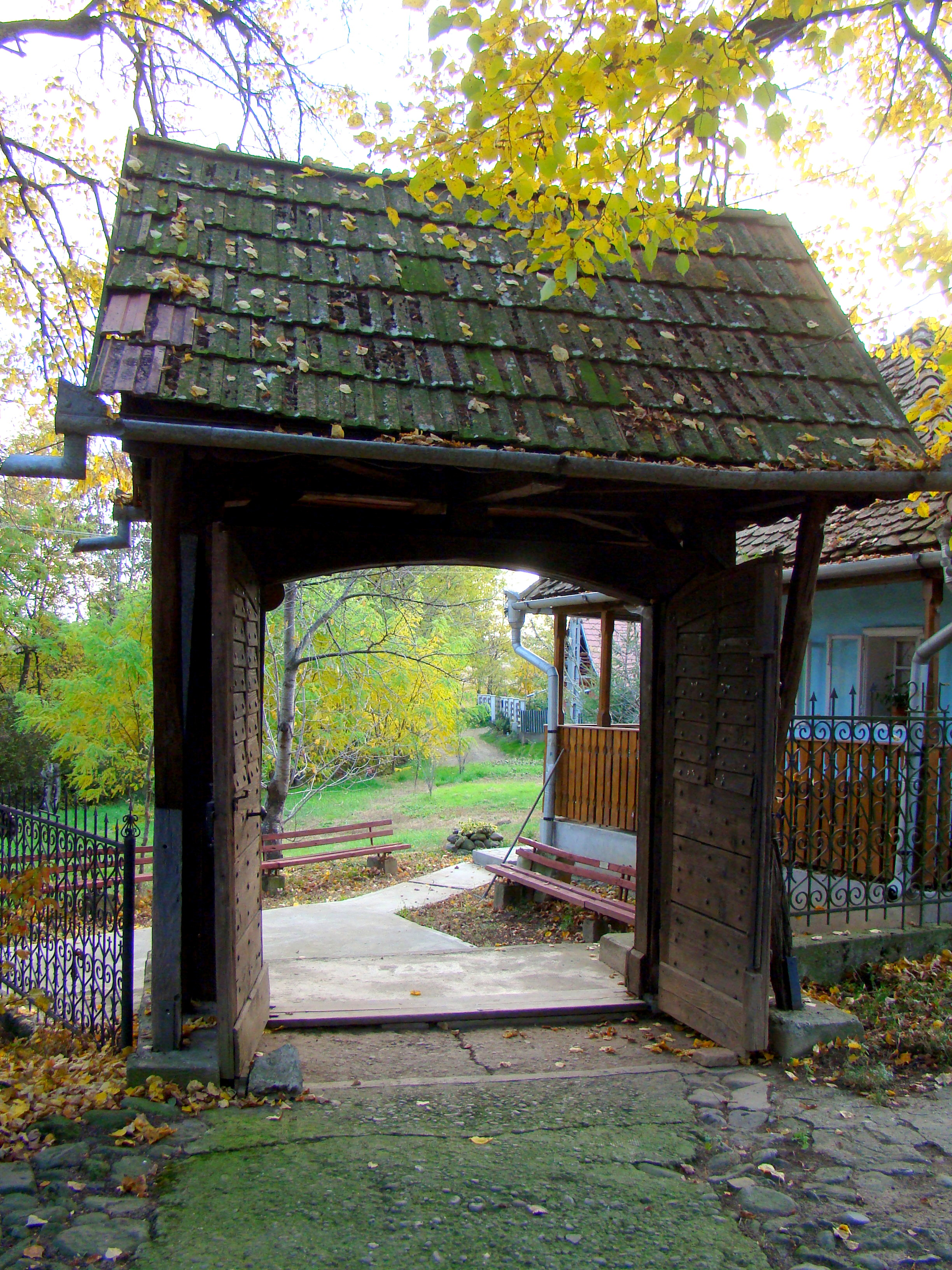
Poarta de lemn
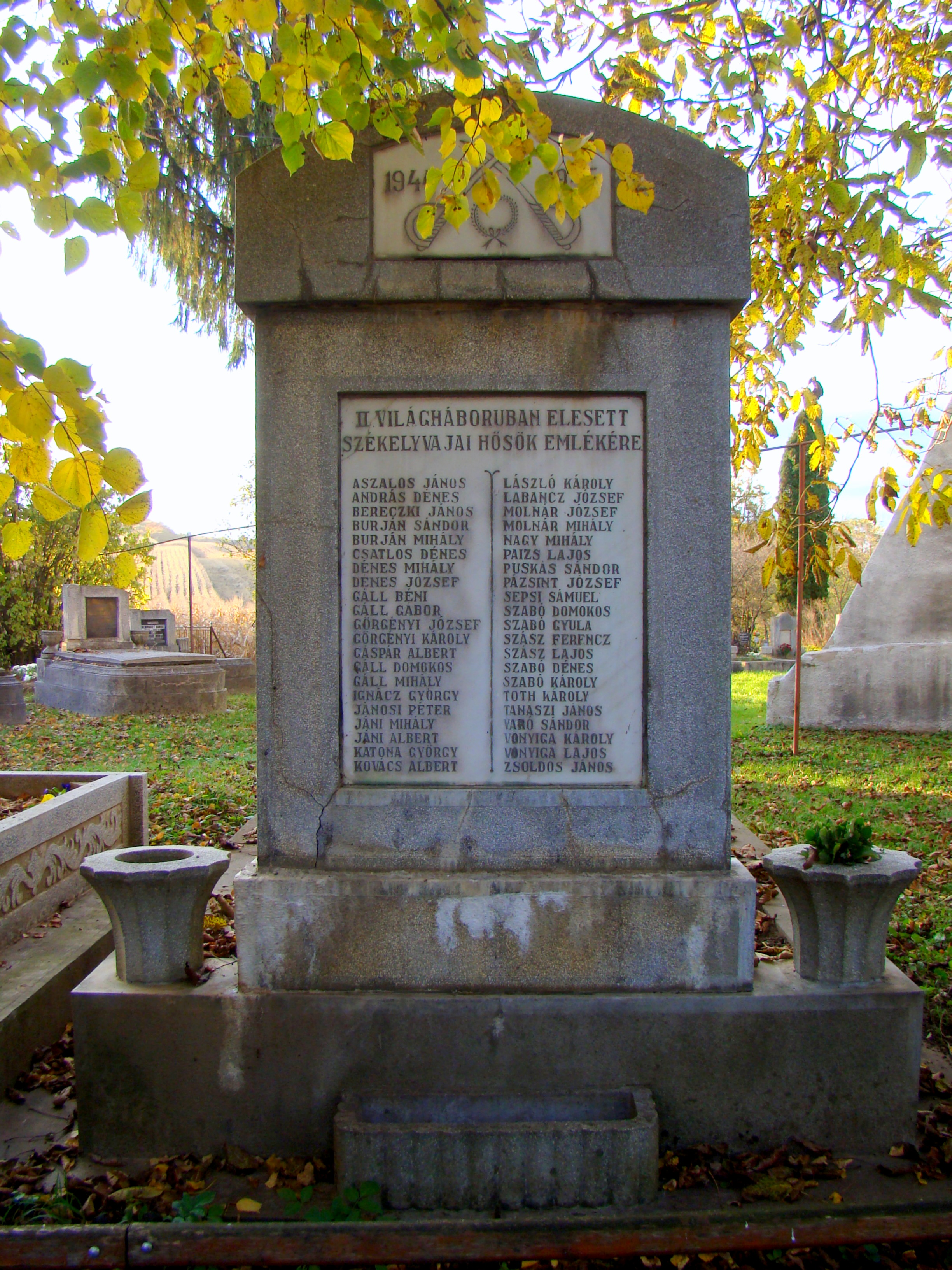
Monumentul eroilor
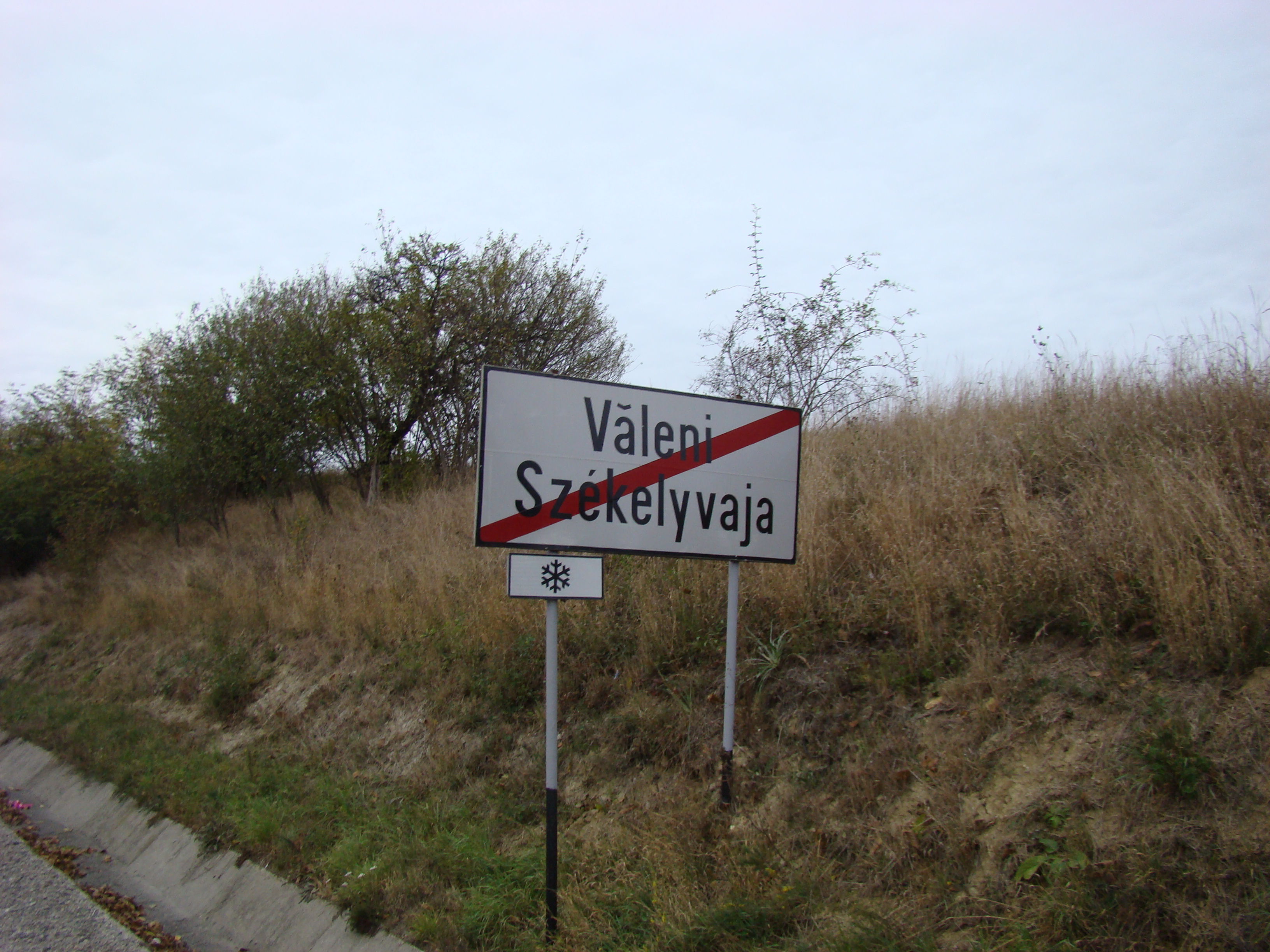
Ieșirea din localitate